# Csere Gáspár
Csere Gáspár (Budapest, 1991. augusztus 12. –) magyar hosszútávfutó, többszörös korosztályos bajnok.

## Pályafutása

### Korai évek

#### 1998–2001 BMTE
Az iskola megkezdésével párhuzamosan kezdte el rendszeres el látogatni a BMTE atlétikai edzéseit, ahol elsősorban a sprint és ügyességi számokra készült. A kerületi futóversenyeken való sikerek azonban hamar a középtávfutás felé terelték.

#### 2001–2006 BEAC
A BEAC-ba való igazolás jelentette az aktív versenysportolás kezdetét, 2002-ben és 2003-ban számos Budapest Bajnokságot nyert, 600/800 métertől kezdve egészen a kismaratoni és a mezei bajnokságokig. 2004-ben, az első éves serdülők országos bajnokságán 13. lett 2000 méteren, a kismaratoni bajnokságon pedig 8. helyezést ért el 6 kilométeren. 2005-ben 3000 méteren lett 6., ezt követően azonban hosszabb ideig szüneteltette a versenyszerű atletizálást.

#### 2007–2009 BMTE
2007-ben került a BMTE triatlon szakosztályához, ahol fokozatosan kezdte el a duatlon versenyekre való felkészülést, miközben a futóversenyekkel sem hagyott fel teljesen (elsősorban a Futapest Club cross-versenyein indult), és egyre jobban érdeklődött a sífutás iránt is. Ebben az évben teljesítette az első félmaratonját (01:24:32). 2008-ban került sor az első duatlon versenyekre, amik biztató eredményekkel zárultak, a sprint ob-n még 12. helyezett volt, az őszi Diákolimpia döntőn azonban már 4. helyen ért célba. 2009-ben a Junior korúak között lett 6. lett az országos bajnokságon, majd szabadkártyával indulhatott a budapesti Duatlon Európa-bajnokságon. Ugyanebben az évben a Sífutó országos bajnokságon is szerzett két bronzérmet.

#### 2009– BEAC
2009-ben Gáspár visszatért a BEAC-ba, hogy a duatlon versenyekhez szükséges edzésmunkát régi edzőjével, Szabó Imrével végezze el. Ebben az évben azonban ismét indult atlétikai országos bajnokságon, és félmaratoni legjobbját a Budapesti Félmaratonon 75 percre, majd a Kismaratoni Országos Bajnokságon 01:10:08-ra sikerült lefaragnia, utóbbival 2. helyezett lett az junior korúak között. 2010-ben megnyerte a junior korúak Sífutó Országos Bajnokságát, és a Duatlon Országos Bajnokságát is, a Duatlon Európa-bajnokságon pedig 20. helyezést ért el. Ezt követően ismét a közép-hosszútávfutás került a középpontba, a Kismaratoni ob-n újfent 2. helyezést ért el (01:10:00), a Mezei Európa-bajnokságon pedig a középmezőnyben (60. hely) sikerült végeznie.

### Utánpótlás korosztály
2011-ben, 2012-ben és 2013-ban egyaránt megnyerte az utánpótlás korúak Félmaratoni Országos Bajnokságát, miközben számos nemzetközi versenyen is részt vett (Pozsony, Jeruzsálem Vivicittá, Mondsee félmaraton), és a pályaversenyzéshez is visszatért. 2011-ben az utánpótlás korúak között 5000 m-en volt 4., 10 000 méteren 3., ebben az évben ismét Mezei Eb résztvevő (79. hely, U23), majd 2012-ben újfent (77. hely). 2013-ban a 10 000 méteres Országos Bajnokságon 3. helyen végzett az utánpótlás korúak versenyében, a Mezeifutó Országos Bajnokságon pedig a BEAC csapatával szerzett bronzérmet.

### Felnőtt pályafutása
2014-ben a Berlin Félmaratonon 21. (01:07:11), az országos bajnokság 10 000 méteres távján 5. (30:11), 5000 méteren pedig 4. lett (14:49), a Magyar Szuperliga Döntőben 5000 méteren 3. (14:36), a Félmaratoni Országos Bajnokságon pedig megszerezte élete első felnőtt bajnoki érmét is, ahol második helyen ért célba (01:07:37). A 10 000 méteres utcai Országos Bajnokságon sikerült 30 perc alá kerülnie, ami egy 4. helyezést eredményezett, majd következett a maratoni debütálás Frankfurtban, ahol 02:22:34-es idővel ért célba (19. hely). 2015-ben a Berlin Félmaratonon 18. lett (01:04:55), a Hamburg Maratonon 21. (02:17:30), a Dél-Koreában megrendezésre került Universiade-n pedig 10. lett. Ősszel a Berlin Maratonon 02:16:30-as idővel, a 36. helyen kvalifikálta magát a riói olimpiai játékokra.

## Nemzetközi eredményei
| Verseny                      | Táv   | Időpont | Helyezés | Időeredmény |
| ---------------------------- | ----- | ------- | -------- | ----------- |
| Mezei Európa-bajnokság (U20) | 6 km  | 2010    | 60. hely |             |
| Mondsee Félmaraton           | 21 km | 2011    | 4. hely  |             |
| Mezei Európa-bajnokság (U23) | 8 km  | 2011    | 79. hely |             |
| Pozsony Félmaraton           | 21 km | 2012    | 7. hely  |             |
| Wiener Höhenstrassenlauf     | 14 km | 2012    | 1. hely  |             |
| Mezei Európa-bajnokság (U23) | 8 km  | 2012    | 77. hely |             |
| Jeruzsálem Maraton           | 10 km | 2013    | 5. hely  |             |
| Radenci Félmaraton           | 21 km | 2013    | 6. hely  |             |
| Vidovdan Road Race           | 10 km | 2013    | 6. hely  |             |
| Jeruzsálem Maraton           | 10 km | 2014    | 2. hely  |             |
| Berlin Félmaraton            | 21 km | 2014    | 21. hely |             |
| Plitvice Félmaraton          | 21 km | 2014    | 4. hely  |             |
| Frankfurt Maraton            | 42 km | 2014    | 19. hely |             |
| Jeruzsálem Maraton           | 10 km | 2015    | 2. hely  |             |
| Berlin Félmaraton            | 21 km | 2015    | 18. hely | 01:04:55    |
| Hamburg Maraton              | 42 km | 2015    | 21. hely | 02:17:30    |
| Universiade                  | 21 km | 2015    | 10. hely |             |
| Berlin Maraton               | 42 km | 2015    | 36. hely | 02:16:30    |
| Hága Félmaraton              | 21 km | 2016    | 15. hely | 01:05:26    |

## Egyéni csúcsai
- 2021 Amszterdam, Maraton: 2:14:34